# Dreieck Bremen-Industriehäfen
De Dreieck Bremen-Industriehäfen is een knooppunt in de Duitse deelstaat Bremen. Op dit trompetknooppunt sluit de A281 vanuit het havengebied aan op de A27 (Cuxhaven-Dreieck Walsrode).

## Geografie
Het knooppunt ligt aan de noordkant van de stad Bremen in de stadsdelen Burglesum en Gröpelingen, nabijgelegen stadsdelen zijn Häfen en Blockland. Het knooppunt ligt ongeveer 10 km ten noordwesten van het centrum van Bremen, ongeveer 45 km ten zuiden van Bremerhaven en ongeveer 35 km ten oosten van Oldenburg.

## Rijstroken
Nabij het knooppunt hebben beide snelwegen 2x2 rijstroken. Alle verbindingsbogen hebben één rijstrook.

## Bijzonderheid
Op de A27 vormt het knooppunt een gecombineerde afrit met de gelijknamige afrit Bremen-Industriehäfen; twee rangeerbanen worden gedeeld.

## Verkeersintensiteiten
In 2010 werd het knooppunt dagelijks door ongeveer 80.000 voertuigen gebruikt.
| Van                      | Naar                           | Gemiddeld aantal voertuigen per dag | Percentage vrachtverkeer |
| ------------------------ | ------------------------------ | ----------------------------------- | ------------------------ |
| AS Bremen-Nord (A 27)    | AD Bremen-Industriehäfen       | 68.800                              | 08,1 %                   |
| AD Bremen-Industriehäfen | AS Bremen-Überseestadt (A 27)  | 75.500                              | 07,4 %                   |
| AD Bremen-Industriehäfen | AS Bremen-Burg-Grambke (A 281) | 17.000                              | 13,5 %                   |

## Richtingen knooppunt
| Aansluitende wegen                                          | Aansluitende wegen | Aansluitende wegen | Aansluitende wegen | Aansluitende wegen         |
| ----------------------------------------------------------- | ------------------ | ------------------ | ------------------ | -------------------------- |
| richting Bremen-Nord / Bremerhaven Cuxhaven                 |                    |                    |                    |                            |
|                                                             |                    |                    |                    |                            |
|                                                             |                    |                    |                    |                            |
|                                                             |                    |                    |                    |                            |
| richting Bremen-Industriehäfen -Burg-Grambke / -Gröpelingen |                    |                    |                    | richting Bremen / Hannover |